# Oxford Street

Karta över Westminster, London

Oxford Street är sedan tidigt 1900-tal Londons mest kända shoppinggata med omkring 300 butiker. Här och på angränsande gator som Covent Garden, Bond Street och Piccadilly finns många nationella och internationella varuhus, men också enklare butiker.
Med uppåt en halv miljon dagliga besökare är gatan en av Europas livligaste, men eftersom den också utgör ett huvudstråk för stadsbussar och taxi är bilköer vanliga och problemen med föroreningar stora . Vid gatan finns också fyra tunnelbanestationer: Marble Arch (Central line), Bond Street (Central och Jubilee line), Oxford Cirkus (Central, Bakerloo line och Victoria line) samt Tottenham Court Road (Central och Northern line).

## Sträckning
Gatan, som är en del av trafikleden A 40, börjar vid Marble Arch, som ligger i slutet av Bayswater Road och sträcker sig ända fram till St Giles' Circus, där den möter Charing Cross Road och Tottenham Court Road. Vid Oxford Circus korsar den Regent Street som går ner till Piccadilly Circus.

## Tidig historia
Oxford Street följer den sträckning en romersk väg, Via Trinobantina, hade. Den länkade Calleva Atrebatum (nära Silchester, Hampshire) med Camulodunum, nu Colchester, via London, och blev en av de stora färdvägarna in och ut från London.
Mellan 1300-talet och 1782 kallades gatan ibland Tyburn Road (efter floden Tyburn som gatan korsade från norr till söder). Ibland kallades gatan Uxbridge Road (namnet används fortfarande för vägen mellan Shepherds Bush och Uxbridge). Andra namn var Worcester Road och Oxford Road. På Ralph Aggas' "Plan of London", som publicerades på 1700-talet beskrevs en bit av vägen som "The Waye to Uxbridge", som sedan följdes av "Oxford Road", där det var ett lantligt landskap på den plats där korsningen mellan Oxford Street och Rathbone Place nu finns.
Även om det var en viktig väg för diligenstrafiken, fanns det flera hinder längs den, inklusive bron över Tyburn. På 1730-talet infördes en vägtull för att man skulle kunna förbättra underhållet av vägen. Ungefär 1729 blev vägen känd som Oxford Street.
John Rocques karta över London, som publicerades 1746, visar urbana byggnader så långt bort som på North Audley Street, men bara enstaka lantliga byggnader bortom den. Byggnader uppfördes vid hörnet av Oxford Street och Davies Street på 1750-talet.

## Oxford Streets efterkrigshistoria

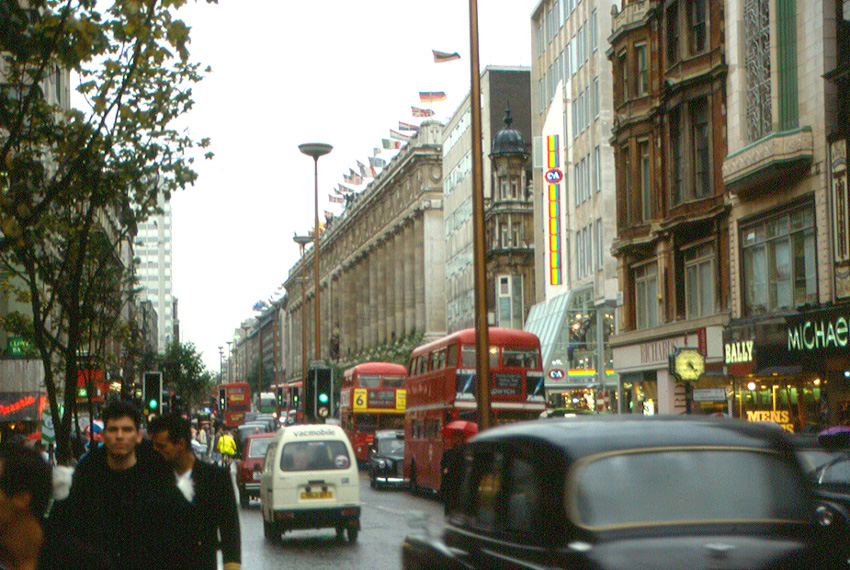
En bild från Oxford Street 1987, med Selfridges till höger.

I september 1973 detonerades en bomb i en shoppingväska av Irish Republican Army (IRA) vid de kontor som tillhörde försäkringsbolaget Prudential plc, varvid 6 personer skadades.
En andra bomb detonerades av IRA intill Selfridges i december 1974. Den skadade tre personer och förorsakade materiella skador för 1,5 miljoner brittiska pund. Oxford Street blev återigen mål för IRA i augusti 1975; en oupptäckt bomb hade exploderat utan att några skador uppstod. IRA detonerade också en bomb vid John Lewis varuhus i december 1992, liksom på den närliggande Cavendish Square, varvid fyra personer skadades.

## Crossrail
Crossrail är ett stort tågprojekt som ska knyta samman de östra och de västra delarna av London. Det blir två stationer som betjänar Oxford Street, vid Bond Street och Tottenham Court Road. Varje station kommer att ha utgångar genom den befintliga tunnelbanestationen och även på lite större avstånd: öster om Bond Street, på Hanover Square nära Oxford Circus; väster om Tottenham Court Road, på Dean Street. Crossrail beräknas vara färdigt i mars 2021.

## Julbelysning

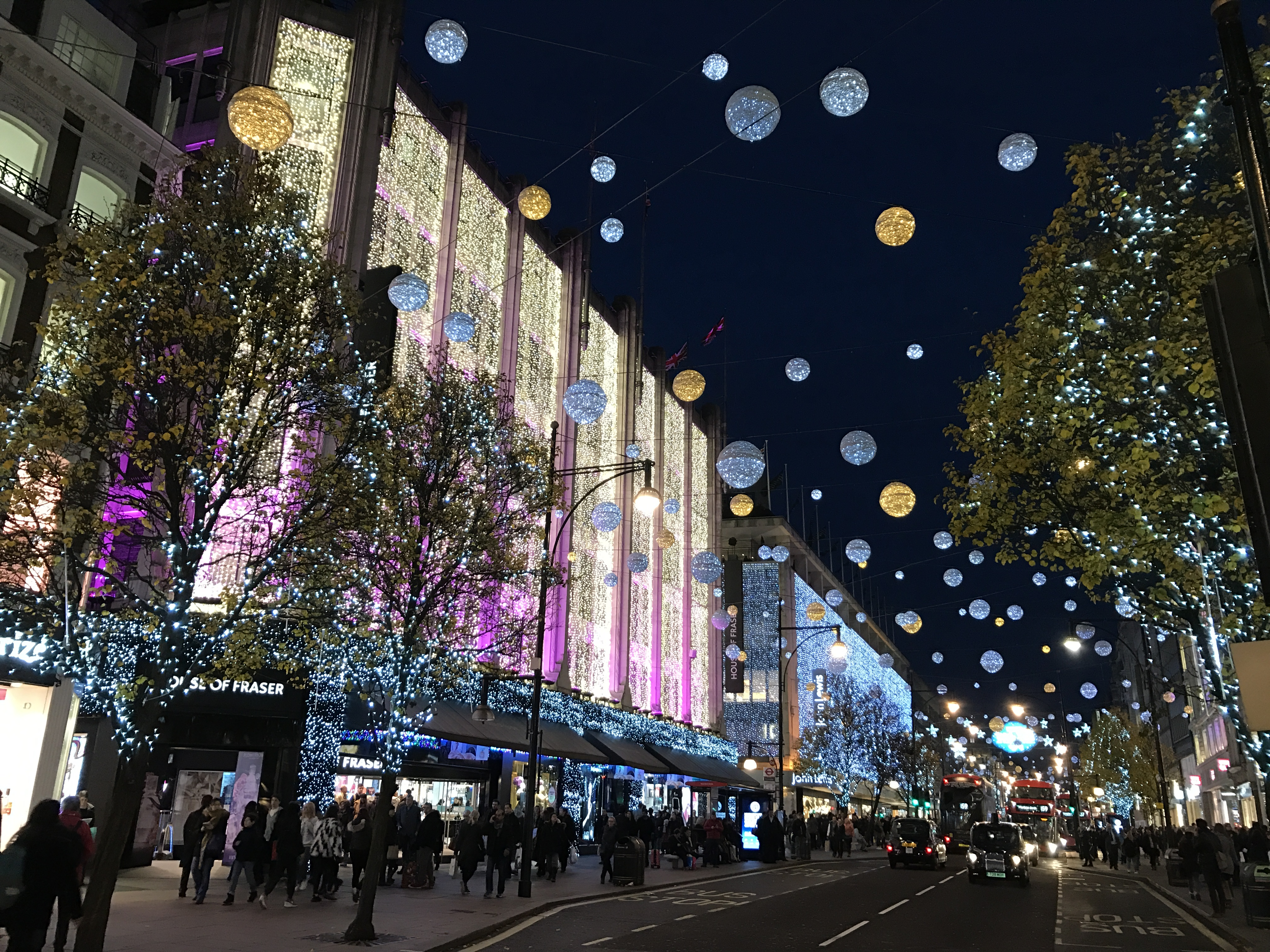
Oxford Street Christmas lights 2016

Varje jul dekoreras Oxford Street med festlig belysning. Traditionen med julbelysning började 1959, fem år efter den närliggande Regent Street.
1976 och 1977 var det ingen ljusshow på grund av lågkonjunkturen, men ljusspelen återupptogs 1978, då Oxford Street organiserade  en laseruppvisning, och detta har fortsatt varje år sedan dess.
Nuvarande praxis innebär att en kändis tänder belysningen från och med mitten av november till slutet av den månaden, och julbelysningen är tänd fram till 6 januari (trettondagen). 1963 sköts festligheterna upp på grund av mordet på John F. Kennedy och även 1989, på grund av Kylie Minogues turnéåtaganden. 2015 slogs julbelysningen på tidigare, söndagen 1 november, och detta medförde att man för ovanlighetens skull stängde av gatan för all trafik.
År 1996 var det Spice Girls som tände julbelysningen.
År 2017 var det Rita Oras tur. Då var det över 1 778 snöbollslika ljusklot som totalt innehöll 750 000 ledlampor. 
Efter invigningen av julbelysningen på Oxford Street tänds under de närmaste dagarna julbelysningen på alla shoppinggatorna i Londons centrum.